# دان زير
دان زير (بالإنجليزية: Dan Zehr)‏ (18 أبريل 1916 – 4 أغسطس 2001) هو سبّاح من الولايات المتحدة راحل، مثّل بلاده في الألعاب الأولمبية الصيفية 1932.

## روابط خارجية
دان زير على موقع الاتحاد الدولي للسباحة (الإنجليزية)
- دان زير على موقع أوليمبيديا (الإنجليزية)